# Toa Liona
Bruce Orlando Leaupepe (* 30. Januar 1991 in San José (Kalifornien)) ist ein amerikanischer Profi-Wrestler. Er ist derzeit bei All Elite Wrestling unter Vertrag, wo er unter dem Ringnamen Toa Liona auftritt und Mitglied des Mogul Embassy Stables ist. Er wrestelt auch für die Schwester-Promotion von AEW, Ring of Honor (ROH).

## Professionelle Wrestling-Karriere

### All Elite Wrestling / Ring of Honor (2020–heute)
Liona begann 2020 auf dem Independent Circuit in Los Angeles und Las Vegas zu wrestlen. Am 23. Oktober gab er sein Debüt bei All Elite Wrestling bei AEW Dark: Elevation, wo er zusammen mit Mike Reed gegen FTR verlor. Am 24. Oktober trat er bei AEW Dark in einem Team mit Bison XL auf und verlor gegen 2point0.
Am 1. April 2022 wurde Liona zu einem der neuen Klienten von Tully Blanchard ernannt und bildete zusammen mit Kaun das Team The Gates of Agony. Das Team besiegte Shinobi Shadow Squad (Cheeseburger und Eli Isom) bei dem Event. Am 25. Mai trat Liona zusammen mit Juicy Finau in einem GCW Tag Team Championship Match an und verlor gegen BUSSY.
Am 6. Juli gaben Gates of Agony ihr Debüt im Fernsehen bei AEW Rampage und besiegten Jonathan Gresham und Lee Moriarty. Am 23. Juli 2022 gab Prince Nana bei Death Before Dishonor bekannt, dass er Tully Blanchard Enterprises gekauft und The Embassy mit Cage, Kaun und Liona neu formiert habe. Sie besiegten das Team von Alex Zayne, Blake Christian und Tony Deppen während der Pre-Show. Bei Final Battle besiegten The Embassy Dalton Castle und The Boys, um die ROH World Six-Man Tag Team Championships zu gewinnen.
Gates of Agony erlitten eine Niederlage gegen FTR bei Battle of the Belts IV, als sie die ROH World Tag Team Championship herausforderten. Bei Rampage:Grand Slam verloren The Embassy die ROH World Six-Man Tag Team Championships an die Elite-Mitglieder „Hangman“ Adam Page und The Young Bucks. Am 1. November 2023, bei AEW Dynamite, holten sich The Embassy die Titel zurück.

### New Japan Pro-Wrestling (seit 2023)
Am 13. November 2023 wurde bekannt gegeben, dass Gates of Agony (Liona und Kaun) ihr Debüt bei New Japan Pro-Wrestling (NJPW) geben würden, indem sie in der World Tag League 2023 antreten. Es wurde angekündigt, dass das Duo im A-Block antreten wird. Am 29. November schlossen sich Gates of Agony scheinbar House of Torture an, was sich jedoch in der darauffolgenden Show am 1. Dezember als Trick herausstellte. Das Duo beendete das Turnier mit 4 Punkten und konnte sich nicht für das Halbfinale qualifizieren.

## Privatleben
Liona ist samoanischer und puerto-ricanischer Abstammung. Liona schloss sich 2011 dem Football-Team der San Diego State Aztecs an, musste aber nach einer Rückenverletzung mit dem American Football aufhören.

## Meisterschaften und Errungenschaften
- Future Stars of Wrestling
  - FSW Tag Team Championship (1 Mal)[18] – mit Juicy Finau

- KnokX Pro Entertainment
  - Urban Empire Championship (1 Mal)[19]

- Ring of Honor
  - ROH World Six-Man Tag Team Championship (2 Mal) – with Brian Cage and Kaun[20]